# Bušin (rod)
Bušin (cistac; lat. Cistus), bilji rod iz porodice bušinovki, dio reda sljezolike. Pripada mu 36 vrsta (obično grmovi) raširenih od Makaronezije preko Sredozemlja do sjeverozapšadnog Irana i Kavkaza. U Hrvatskoj raste tri vrste bušina, to su bijeli bušin (C. salviifolius), ljepivi bušin (C. monspeliensis) i vlasnati ili sivobijeli bušin (C. incanus).
Bušini su česti u Mediteranu. Zimzelenih, nasuprotnih listova, bijrelih do ljubičastih cvjetova s pet latica. U nekoliko vrsta (osobito C. ladanifer), listovi su obloženi visoko aromatičnom smolom zvanom labdanum. Znatan je broj hibridnih vrsta.

## Vrste
1. Cistus × aguilari O.E.Warb.
2. Cistus × akamantis Demoly
3. Cistus × albereensis Gaut. ex Rouy & Fouc.
4. Cistus albidus L.
5. Cistus asper Demoly & R.Mesa
6. Cistus atlanticus (Humbert & Maire) Demoly
7. Cistus atriplicifolius Lam.
8. Cistus × banaresii Demoly
9. Cistus calycinus L.
10. Cistus × canescens Sweet
11. Cistus × cebennensis Aubin & J.Prudhomme
12. Cistus × cheiranthoides Lam.
13. Cistus chinamadensis Bañares & P.Romero
14. Cistus × clausonii Font Quer & Maire
15. Cistus clusii Dunal
16. Cistus × conradiae Demoly
17. Cistus creticus L.
18. Cistus crispus L.
19. Cistus × cyprius Lam.
20. Cistus × dansereaui P.Silva
21. Cistus × escartianus Demoly
22. Cistus × florentinus Lam.
23. Cistus formosus Curtis
24. Cistus grancanariae Marrero Rodr., R.S.Almeida & C.Ríos
25. Cistus halimifolius L.
26. Cistus heterophyllus Desf.
27. Cistus horrens Demoly
28. Cistus × hybridus Pourr.
29. Cistus × incanus L.
30. Cistus inflatus Pourr. ex J.-P.Demoly
31. Cistus × ingwersenii Demoly
32. Cistus ladanifer L.
33. Cistus lasianthus Lam.
34. Cistus lasiocalycinus (Boiss. & Reut.) Byng & Christenh.
35. Cistus laurifolius L.
36. Cistus × laxus Aiton
37. Cistus × ledon Lam.
38. Cistus libanotis L.
39. Cistus macrocalycinus (Pau) Byng & Christenh.
40. Cistus × matritensis Carazo Roman & Jiménez Alb.
41. Cistus monspeliensis L.
42. Cistus munbyi Pomel
43. Cistus × nigricans Pourr.
44. Cistus × novus Rouy
45. Cistus × obtusifolius Sweet
46. Cistus ochreatus C.Sm. ex Buch
47. Cistus ocymoides Lam.
48. Cistus osbeckiifolius Webb ex Christ
49. Cistus palhinhae N.D.Ingram
50. Cistus palmensis Bañares & Demoly
51. Cistus parviflorus Lam.
52. Cistus × pauranthus Demoly
53. Cistus × platysepalus Sweet
54. Cistus populifolius L.
55. Cistus × pourretii Rouy & Foucaud
56. Cistus pouzolzii Delile ex Gren. & Godr.
57. Cistus salviifolius L.
58. Cistus × santae (Sauvage) Demoly
59. Cistus sintenisii Litard.
60. Cistus × skanbergii Lojac.
61. Cistus × stenophyllus Link
62. Cistus symphytifolius Lam.
63. Cistus tauricus C.Presl
64. Cistus × timbalii Demoly
65. Cistus umbellatus L.
66. Cistus × verguinii Coste
67. Cistus × vinyalsii Sennen